# Скорены
Скорены (рум. Scoreni, Скорень) — село в Страшенском районе Молдавии. Относится к сёлам, не образующим коммуну.

## География
Село расположено на высоте 139 метров над уровнем моря.

## Население
По данным переписи населения 2004 года, в селе Скорень проживает 3946 человек (1912 мужчины, 2034 женщины).
Этнический состав села:
| Национальность | Число жителей | Процентный состав |
| -------------- | ------------- | ----------------- |
| молдаване      | 3898          | 98.78             |
| румыны         | 28            | 0.71              |
| украинцы       | 9             | 0.23              |
| русские        | 9             | 0.23              |
| болгары        | 1             | 0.03              |
| прочие         | 1             | 0.03              |
| Всего          | 3946          | 100%              |